# Canal Once
Canal Once é uma emissora de televisão educativa mexicana pertencente ao Instituto Politécnico Nacional. Fundada em 1959, é a primeira estação pública do México e da América Latina. Opera no canal 33 UHF digital na Cidade do México, tendo anteriormente, até 2015, transmitido pelo 11 VHF analógico.

## História
Primeiro financiado pelo Estado mexicano e primeiro na América Latina voltado à difusão cultural, o Canal Once iniciou suas transmissões pelo canal 11 VHF da Cidade do México em 2 de março de 1959 com uma aula de Matemática ministrada por Vianey Vergara, emitindo a partir do Instituto Politécnico Nacional com câmeras de circuito fechado. A iniciativa de criar a emissora foi do diretor do IPN Alejo Peralta e recebeu aprovação do então secretário de Educação Pública Jaime Torres Bodet e de Eugenio Méndez Docurro, também do IPN e diretor de Telecomunicações do governo, responsável por conceder a autorização do funcionamento da estação. Neste período o canal produzia, em parceria com instituições públicas e privadas, atrações artísticas, musicais, literárias e científicas, além de transmitir cursos de inglês, francês e ciências sociais. Devido ao sinal ter baixa potência e chegar a alguns bairros da cidade, técnicos do canal e estudantes do IPN fabricaram antenas que foram distribuídas à população.
Ao longo de seus anos de atividade, o Canal Once chegou a passar pela falta de apoio e orçamento do Estado, que resultaram em problemas técnicos e produções limitadas, além da preferência do público por canais comerciais, tendo conseguido reverter a situação com a exibição de séries de reconhecimento nacional e internacional. Na década de 1960, a emissora convocou personalidades diversas para promover sua programação ao México. Nos anos 1970, teve início a transmissão de seus programas em cores, primeiramente gravados preto e branco e colorizados pelos técnicos da estação.
A partir da década de 1990, houve uma reestruturação radical no Canal Once. Sob a gestão de Alejandra Lajous, estiveram entre as mudanças melhorias técnicas para avançar em sua digitalização, manutenção da antena transmissora para ampliar a cobertura, reforço da imagem corporativa, redução a carga horária de trabalho dos funcionários para otimizar recursos e aumentar salários e ajustes substanciais em sua grade. Nos anos 2000, na gestão de Julio Di-Bella, foram adotadas medidas de transparência na utilização de recursos próprios a emissora, convergência digital, inclusão e pluralidade de telejornais e prestação social da programação.
Em 2010, o Canal Once cobria cerca de 28% do território mexicano através de retransmissoras em sinal analógico, iniciando a partir daquele ano uma ampliação de sua cobertura para até 50% através da digitalização de seus canais. Em dezembro de 2012, foi lançado o subcanal 11.2, com programação destinada aos públicos infantil e jovem; posteriormente, em agosto de 2015, as atrações juvenis foram retiradas e as infantis mantidas, renomeando o canal para Once Niños. Em 17 de dezembro de 2015, no processo de apagão analógico de televisão no México, a emissora encerrou suas transmissões pelo sistema na Cidade do México e passou a operar apenas no canal digital 11.1.